# Synandrospadix vermitoxicus
Synandrospadix vermitoxicus là một loài thực vật có hoa trong họ Ráy (Araceae). Loài này được (Griseb.) Engl. miêu tả khoa học đầu tiên năm 1883.

## Hình ảnh

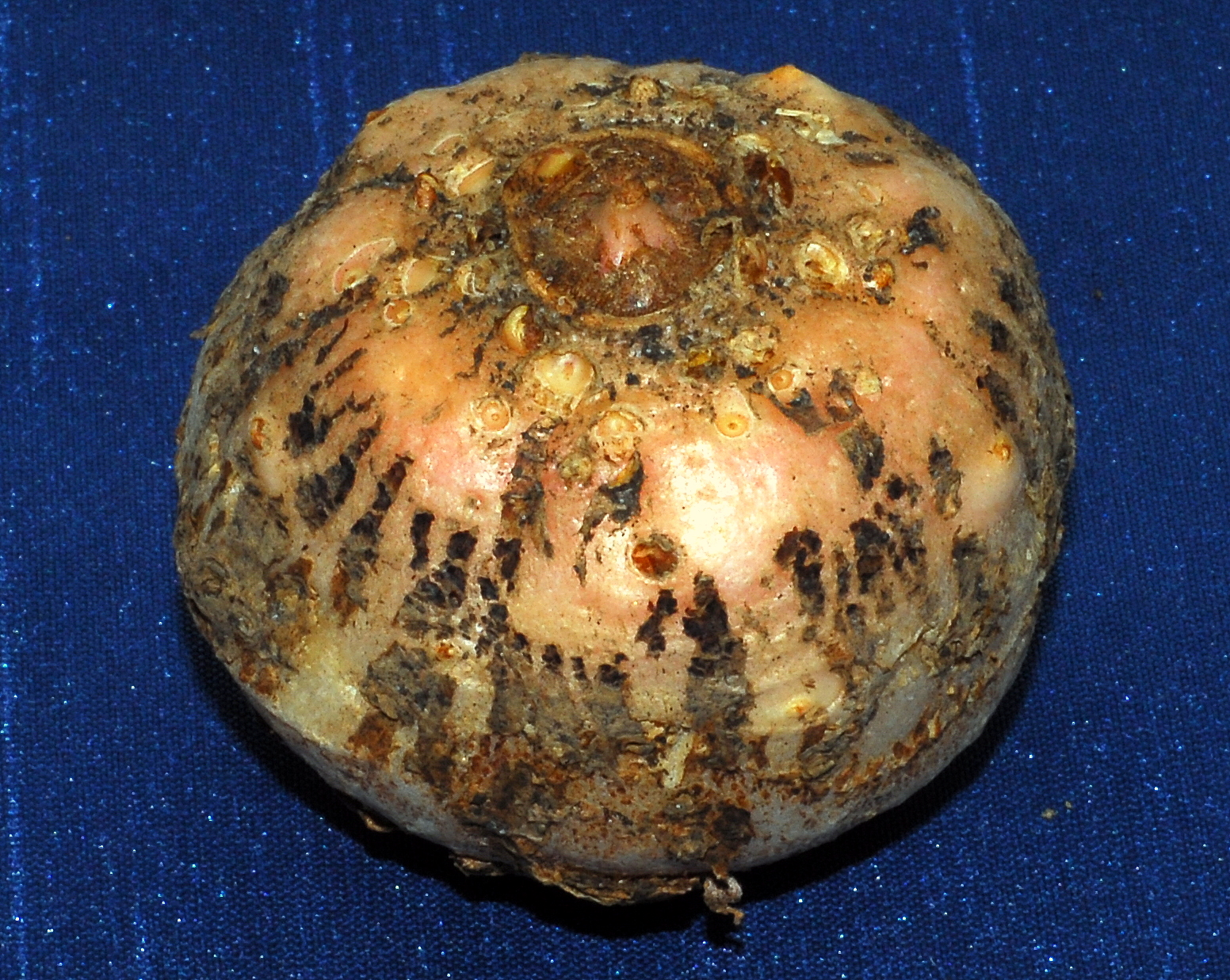